# Gratidiinilobus
Gratidiinilobus is een geslacht van wandelende takken uit de familie Bacillidae. De wetenschappelijke naam van dit geslacht is voor het eerst voorgesteld door Paul Brock in een publicatie uit 2005.
Dit geslacht is monotypisch, dat wil zeggen dat het maar één soort heeft namelijk Gratidiinilobus capensis Brock, 2005 die in Zuid-Afrika voorkomt.